# Franklinton (Carolina do Norte)
Franklinton é uma cidade  localizada no estado norte-americano de Carolina do Norte, no Condado de Franklin.

## Demografia
Segundo o censo norte-americano de 2000, a sua população era de 1745 habitantes.
Em 2006, foi estimada uma população de 1922, um aumento de 177 (10.1%).

## Geografia
De acordo com o United States Census Bureau tem uma área de
2,9 km², dos quais 2,9 km² cobertos por terra e 0,0 km² cobertos por água. Franklinton localiza-se a aproximadamente 135 m acima do nível do mar.

## Localidades na vizinhança
O diagrama seguinte representa as localidades num raio de 20 km ao redor de Franklinton.